# Khalihenna Ould Errachid
Khalihenna Ould Errachid, né en novembre 1951 dans la ville de Laâyoune, est un homme politique marocain, président en exercice du Conseil royal consultatif des affaires sahariennes nommé par le roi Mohamed VI.

## Biographie
Membre d'une famille influente de la tribu de Reguibat, Khalihenna Ould Errachid poursuivit ses études supérieures à Madrid avant que le Maroc ne décide de lancer la « Marche Verte » en novembre 1975 ce qui aboutit à la réaffirmation de la souveraineté sur le Sahara Occidental. Il est d’ailleurs l’un des proches collaborateurs de Hassan II pour les préparatifs stratégiques, politiques, diplomatiques et sécuritaire de cette marche. L'Espagne a alors quitté le territoire saharaoui en 1975. Lorsque Khalihenna Ould Errachid déclare son allégeance au roi du Maroc, il est chargé par le souverain de défendre aux Nations unies la ratification de l’Accord de Madrid.
Sous Hassan II, Khalihenna Ould Errachid est nommé Ministre des Affaires sahariennes en 1977, et ce jusqu'en 1995 dans le gouvernement Lamrani III. En 1977, il est élu député de Laâyoune et devient membre du comité et du bureau exécutif du Rassemblement National des Indépendants (RNI), qu'il quitte au début de l'année 1981 pour participer à la création du Parti National Démocrate (PND). Khalihenna Ould Errachid assume également la fonction de président du Conseil municipal de Laâyoune, et ce depuis 1983. Il a aussi conduit plusieurs missions diplomatiques royales auprès des Nations unies, de l’Organisation des pays non alignés et de l’Organisation de l’unité africaine.
Le 25 mars 2006, le souverain le nomme Président du Conseil royal consultatif pour les affaires sahariennes (CORCAS).